# Габор, Эва
Э́ва Га́бор (англ. Eva Gabor; 11 февраля 1919, Будапешт — 4 июля 1995, Лос-Анджелес, США) — американская актриса и светская львица, известная своей ролью в ситкоме конца 1960-х годов «Зелёные просторы».

## Биография
Эва Габор родилась в Будапеште, в семье, дочь Вилмоша и Джоли Габор. Её старшими сёстрами были Магда Габор и Жа Жа Габор. Семья Эвы была еврейской, а её бабушка и дедушка по материнской линии погибли в Холокосте.
Эва была первая из её семьи, кто эмигрировал в Америку. Первый раз она появилась в фильме Paramount Pictures «Вынужденное приземление» (1941). Она продолжала сниматься в кино в течение 1950-х годов. В 1965—1971 годах она исполняла самую известную свою роль в комедийном сериале «Зелёные просторы», в котором она изображала Лизу Дуглас, жену нью-йоркского адвоката, живущую на ферме.
Позже она работала в компании The Walt Disney Company, где озвучивала персонажи мультфильмов. Её голосом говорит Герцогиня из мультфильма «Коты-аристократы», мисс Бьянка из мультфильмов «Спасатели» и «Спасатели в Австралии» и многие другие персонажи.
Эва была замужем пять раз: в 1939—1942 годах — за шведским врачом Эриком Драйммером; в 1943—1950 годах — за Чарльзом Айзексом; в 1956 году — за американским врачом Джоном Уилльямсом; в 1959—1972 годах — за Ричардом Брауном; в 1973—1983 годах — за Фрэнком Джеймсоном.
Эва Габор умерла в возрасте 76 лет в Лос-Анджелесе от пневмонии. Она похоронена в Вествуде, Калифорния.

## Избранная фильмография
| Год       |    | Русское название      | Оригинальное название   | Роль                     |
| --------- | -- | --------------------- | ----------------------- | ------------------------ |
| 1957      | ф  | Правда о женщинах     | The Truth About Women   | Луиза                    |
| 1957      | ф  | Не подходи к воде     | Don’t Go Near The Water | Дебора Олдрич            |
| 1958      | ф  | Печать зла            | Touch of Evil           | стриптизёрша у бара      |
| 1958      | ф  | Жижи                  | Gigi                    | Лиана д’Эксельманс       |
| 1961      | с  | Защитники             | The Defenders           | Мэделин Гидеон Гоблански |
| 1965—1971 | с  | Зелёные просторы      | Green Acres             | Лиза Дуглас              |
| 1970      | мф | Коты-аристократы      | The AristoCats          | Графиня                  |
| 1971      | мф | Спасатели             | The Rescuers            | мисс Бьянка              |
| 1977—1986 | с  | Лодка любви           | The Love Boat           | разные персонажи         |
| 1982      | с  | Супруги Харт          | Hart to Hart            | Рене                     |
| 1984      | с  | Отель                 | Hotel                   | Анна Бронти              |
| 1990      | мф | Спасатели в Австралии | The Rescuers Down Under | мисс Бьянка              |